# Сулейман, Идрис
Идрис Сулейман (англ. Idrees Sulieman, имя при рождении Леонард Грэм англ. Leonard Graham; 27 августа 1923, Сент-Питерсберг, Флорида — 23 июля 2002, Сент-Питерсберг, Флорида) — американский трубач, игравший в стилях бибоп и хард-боп.

## Биография
Грэм родился в Сент-Питерсберге, Флорида, США, позже, после обращения в ислам, он сменил имя на Идрис Сулейман. Он учился в Бостонской консерватории и получил ранний опыт игры в группе «Carolina Cotton Pickers» и в военном оркестре «Earl Hines Orchestra» (1943–1944).
15 октября 1947 года он сыграл на первой записи Телониуса Монка для «Blue Note Records». Сулейман был тесно связан с Мэри Лу Уильямс и некоторое время работал с Кэбом Кэллоуэем, Джоном Колтрейном, Каунтом Бэйси и Лайонелом Хэмптоном. Сулейман записывался с Коулменом Хокинсом (1957) и выступал с Рэнди Вестоном (1958–1959), а также появлялся во многих других записях.
В 1961 году он гастролировал по Европе с пианистом Оскаром Деннардом и остался там, поселившись сначала в Стокгольме, а затем в 1964 году переехал в Копенгаген. Он являлся солистом биг-бэнда Кенни Кларка/Фрэнси Боланда с середины 1960-х по 1973 год, Сулейман часто работал с радиооркестрами. Его записи в качестве солиста были в «Swedish Columbia» (1964) и «SteepleChase» (1976 и 1985). В 1985 году он был среди исполнителей в альбоме Майлза Дэвиса «Aura», который был выпущен только в 1989 году. Карьера Сулеймана значительно замедлилась в 1990-х годах.

## Смерть
23 июля 2002 года он умер от рака мочевого пузыря в больнице Святого Антония в Сент-Питерсберге, штат Флорида, в возрасте 78 лет.